# Joan Román
Joan Ángel Román Olle (Reus, Spanyolország, 1993. május 18. –) spanyol labdarúgó, aki jelenleg a Barcelona B csapatában játszik támadó középpályásként.

## Karrierje
Az Espanyol akadémiáján nevelkedett, majd 2009-ben csatlakozott a Manchester City akadémiájához, ahol a tartalék csapatban szerepelt, majd a Sporting ellen a bajnokok ligájában a kispadra nevezte Roberto Mancini.
2012 június 27-én visszatért Spanyolországba, és 3 évre aláírt a Barcelona B csapatához.

## Statisztika
| Szezon           | Klub               | Bajnokság | Bajnokság | Kupa    | Kupa  | Ligakupa | Ligakupa | Nemzetközi | Nemzetközi | Összesen | Összesen |
| Szezon           | Klub               | Meccsek   | Gólok     | Meccsek | Gólok | Meccsek  | Gólok    | Meccsek    | Gólok      | Meccsek  | Gólok    |
| ---------------- | ------------------ | --------- | --------- | ------- | ----- | -------- | -------- | ---------- | ---------- | -------- | -------- |
| 2010-11          | Manchester City II | 4         | 1         | -       | -     | -        | -        | -          | -          | 4        | 1        |
| 2011-12          | Manchester City    | 0         | 0         | 0       | 0     | 0        | 0        | 0          | 0          | 0        | 0        |
| 2012-13          | Barcelona B        | 0         | 0         | 0       | 0     | 0        | 0        | -          | -          | 0        | 0        |
| Karrier összesen | Karrier összesen   | 4         | 1         | 0       | 0     | 0        | 0        | 0          | 0          | 4        | 1        |